# ナイツブリッジ

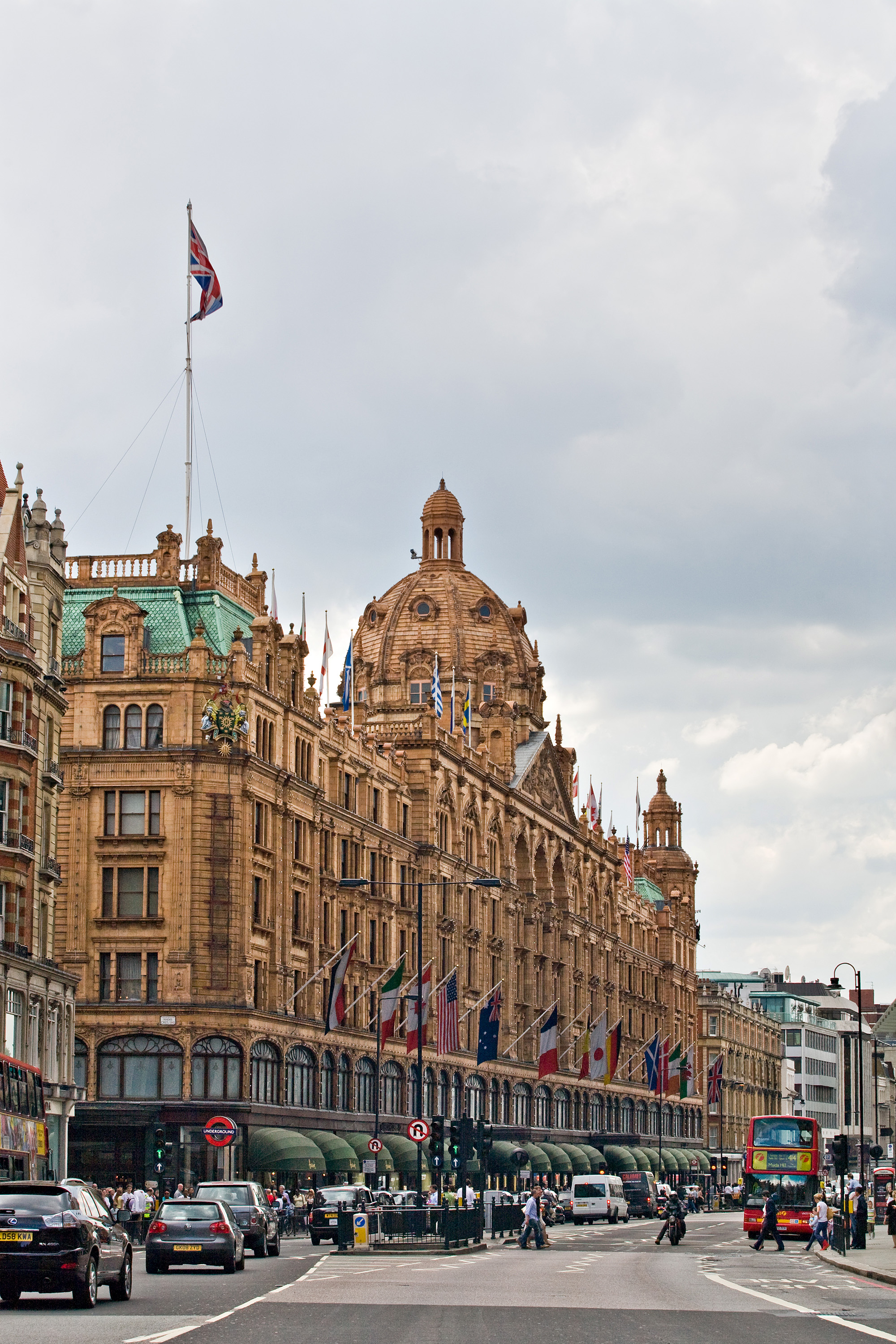
ナイツブリッジのハロッズ

ナイツブリッジ（Knightsbridge）は、ロンドンのシティ・オブ・ウェストミンスターとケンジントン・アンド・チェルシー区に跨がる地区であり、また、ハイド・パーク・コーナーとケンジントン・ロード（Kensington Road, 道路番号A315）との間を繋ぐ道路番号A315の一区間を走る通りの名称である。
ケンジントン・ガーデンズ及びハイド・パークの南側に位置し、ハイド・パークの南東端にあるハイド・パーク・コーナー（ないしバッキンガム宮殿庭園西側）からピカデリーが東側ピカデリー・サーカス方面へ走る。
高級品を扱う洗練されたブティックやその他店舗、高級百貨店ハロッズやハーベイ・ニコルズなどが存在することで知られる。300mほどある両デバート間はナイツブリッジから南西に分岐するブロンプトン・ロード（Brompton Road, 道路番号A4）で結ばれ、チェルシー地区に入っていく。同ブロンプトン・ロードが南西に分岐する地点、ちょうどベルグレイヴィアと接する地域を東側にして南北に伸びるスローン・ストリート（Sloane Street, 道路番号 A3216）には、ルイ・ヴィトン、サンローラン、セリーヌ、グッチ、エルメス、ジバンシィ、シャネル、ブルガリ、プラダ、ジョルジオ・アルマーニ、フェンディ、ディオール、ランバン、バレンシアガ、ボッテガ・ヴェネタ、ドルチェ&ガッバーナ、フェラガモ、ヴェルサーチ、ロジェ・ヴィヴィエ、モンクレール、ロベルト・カヴァリ、J.クルー、トム・フォード、ティファニー、カルティエなどハイブランドのファッションブランド店が軒を連ねる。
ブロンプトン・ロードを南側で並走するウォルトン・ストリート（Walton Street）には、洗練されたレストランやブティックが軒を連ね、例えば1993年同地で開業したアニヤ・ハインドマーチの店舗がある。"ミニの女王" で知られたマリー・クヮントの店舗も、ナイツブリッジからスローン・ストリートを南側に下ったスローン・スクエアないしキングズ・ロード界隈に1号店があったのに続き、ナイツブリッジに2号店があった。
ロンドンのみならず世界でも有数の地価を誇っている地区でもある。
名称の由来は現在地下水脈となっているウェストボーン川に架けられていた橋の名による。1141年にはロンドン市民がこの橋においてマティルダ皇后と面会した記録が残されている。

## 歴史
ナイツブリッジは聖マーガレット小教区、聖マーティン小教区の一部(後の聖ジョージ・ハノヴァー・スクエア)が位置する村落であった。またこれらはケンジントンやチェルシーの小教区にも拡大した。そのため初期の頃から自治体に分かれていた。
エドワード1世の時代、ナイツブリッジの荘園はウエストミンスターの大修道院に属していた。現在伏流水となっているウェストボーン川に架かる橋であるナイツ・ブリッジから名付けられた。1141年、ロンドン市民が神聖ローマ皇后マティルダにナイツ・ブリッジで会ったという記録が残っている。
1885年から1887年、イギリスと極東の貿易が開始し、ナイツブリッジのハンプリーズ・ホールにて日本の伝統的村落に似せた「日本村」という日本文化の展示が行なわれた。この展示は好評を博し、数か月のうちに25万名以上が訪れた。日本の職人は慣習、文化、芸術を解説し、美しい民族衣装を身に着けていた。豊かな装飾を施し、ライトアップされた寺院、茶室での5時のお茶、日本の音楽やその他のエンターテイメント、日本の日常生活などが展示された。ウィリアム・S・ギルバートとその妻がこの展示を見て、『ミカド』の構想が思い浮かんだ。ミカドがココに息子のナンキ・プーの行方を尋ねると、「外国へ行った」と言った後にナイツブリッジへ行ったと答えている。

## 主な施設
- ナイツブリッジ駅 - ロンドン地下鉄ピカデリー線の鉄道駅
- ハロッズ - 百貨店
- ハーヴェイ・ニコルズ - 百貨店
- マンダリン・オリエンタル・ハイドパーク・ロンドン - ホテル
- 在英フランス大使館 - 西側ケンジントンに在英フランス人のコミュニティがある。

## 隣接地区
- ベルグレイヴィア
- チェルシー
- サウス・ケンジントン
- メイフェア
- ハイド・パーク

## 芸術
- ナイツブリッジ管弦楽団